# Евдокимов, Виктор Фёдорович
Виктор Фёдорович Евдокимов — кузнец-штамповщик Алтайского тракторного завода, Герой Социалистического Труда (1986).

## Биография
Родился 29 сентября 1942 года в д. Кабаксола Волжского района Марийской АССР в семье колхозного кузнеца.
В 1961 году окончил Зеленодольское ПТУ (Татарская АССР) по специальности «кузнец свободной ковки» и начал работать на Алтайском тракторном заводе кузнецом-штамповщиком в кузнечном цехе № 1.
В 1963—1966 годах служил в армии, после увольнения в запас продолжил работу на АТЗ, был избран секретарём комсомольской организации цеха.
В апреле 1970 года по собственной инициативе возглавил 14-ю молодёжную бригаду, которая под его руководством получила звание бригады коммунистического труда.
За досрочное выполнение заданий 9-й пятилетки награждён орденом Октябрьской Революции (1974). В 1975 году его бригада признана лучшей бригадой Министерства тракторного и сельхозмашиностроения СССР.
За высокие показатели в социалистическом соревновании награждён орденом Ленина (1977). В 1982 году стал лауреатом Государственной премии СССР.
За высокие производственные показатели в 11-й пятилетке удостоен звания Героя Социалистического Труда (1986).
С 1993 года работал в заводской охране. С 2006 года — на пенсии.
Автор книги «Высокая должность» (1980).

## Звания и награды
- Герой Социалистического Труда (1986)
- Почётный гражданин Рубцовска (1986)
- Орден Ленина (1977, 1986)
- Орден Октябрьской Революции (1974)
- Государственная премия СССР (1982)